# خورخه د مایو
خورخه د مایو (انگلیسی: Jorge De Maio؛ زادهٔ ۷ سپتامبر ۱۹۸۲) بازیکن فوتبال اهل آرژانتین است.